# リロ・アンド・スティッチ
『リロ・アンド・スティッチ』（原題：Lilo & Stitch）は2002年のアメリカ映画である。ディズニーによるアニメーション映画作品。日本での公開は2003年3月8日。劇中音楽にはエルヴィス・プレスリーの楽曲が使用されている。
日本でのウォルト・ディズニー・アニメーション・スタジオの長編映画の3月公開は、1983年の『きつねと猟犬』以来20年ぶりとなる。
舞台はハワイのカウアイ島。ハワイ語の「アロハ（こんにちは・さようなら）」「オハナ（家族）」をテーマに、エイリアンと地球人の少女の交流を描いた。映画は予想以上の大ヒットを記録してシリーズ化され、続編のビデオ映画やテレビアニメ、キャラクターグッズも製作された。
本項では、以下のビデオ映画についても解説する。
- スティッチ！ザ・ムービー（Stitch! The Movie）
- リロ・アンド・スティッチ2（Lilo & Stitch 2: Stitch Has a Glitch）
- リロイ・アンド・スティッチ（Leroy & Stitch）

実写映画となる『リロ&スティッチ』が2025年に劇場公開。

## ストーリー
違法な遺伝子操作で凶暴な生物兵器の試作品626号（626）を生み出した悪の天才科学者・ジャンバ博士が銀河連邦に逮捕された。スーパーコンピューター並みの知能と破壊衝動をプログラムされた626は宇宙追放の処分を待つ身だったが、銀河連邦のガントゥ大尉の監視下から脱走して地球のハワイ・カウアイ島に漂着する。銀河連邦議長はジャンバ博士を釈放し、その監視役で地球の蚊を研究するプリークリー諜報員と共に626確保へと向かわせる。
一方、エルビス・プレスリーが大好きなカウアイ島の孤独な少女・リロは、事故で両親を亡くして姉のナニと暮らしていた。わんぱくで変わり者のリロとナニだけの暮らしは家庭崩壊寸前で、福祉局のコブラ・バブルスはリロを施設に入れることを勧めるが、ナニは断固反対。ナニは友達がいないリロのために保健所から犬をもらうことにする。しかし、リロが選んだのは犬ではなく、犬と間違えて連れて来られた626だった。リロはみんなに不気味がられる626を「スティッチ」と名付けて可愛がる。
犬のふりをするスティッチは何も知らないリロを人質に取り、ジャンバとプリークリーを遠ざける。スティッチが職場で暴れて失職したナニはスティッチを追い出そうとするが、「オハナは家族。家族はいつもそばにいる。何があろうと」という両親の言葉を信じるリロの説得でスティッチを家に置くことにした。破壊のためだけに生まれて泳げないスティッチにとって、海と大自然に囲まれたカウアイ島では壊すものが何もない。自分の存在意義を失ったスティッチは、リロに絵本の「みにくいアヒルの子」と家族を意味するハワイ語「オハナ」を教わり、顔も知らない家族の迎えを待つ。
しかし、仕事を失ったナニはリロと引き離されることが決まってしまい、スティッチはジャンバに「お前には家族はいない」と告げられ、ジャンバとの戦いで家を壊されたリロにも拒絶されてしまう。626の確保に手こずるジャンバとプリークリーをクビにした銀河連邦議長はガントゥ大尉を送り込むが、手違いでリロだけがガントゥ大尉に連れ去られてしまう。スティッチはナニ、ジャンバ、プリークリーを連れてリロの救出に向かった。

## キャラクター

### 主要キャラクター
リロ・ペレカイ（Lilo Pelekai）
声 - デイヴィ・チェイス→ダコタ・ファニング/日 - 山下夏生（映画第一作〜TVシリーズ39話）→宮本侑芽（TVシリーズ第40話〜映画第三作）→諸星すみれ（映画第四作〜スティッチ!第79話）、半場友恵（スティッチ!第79話（成長後））機内上映版 - 不明
本作の主人公。ハワイのカウアイ島に住む5歳の女の子。黒髪のロングヘア。地元のフラ教室に通っている。事故で両親を亡くし、年の離れた姉のナニと二人暮らし。普段は羽柄の赤いムームーを着ている。エルヴィス・プレスリーのファンで、家族写真のアルバムとプレスリーのレコードが宝物。
女の子らしい遊びよりもドラキュラやミイラ男が好きな変わり者で、両親の死後はマートルたちに「ダメリロ」と呼ばれて疎外されてしまうが、両親が愛した「オハナ」の精神を守り続けている優しい女の子。耳に虫の卵を産みつけられて余命三日という設定の手作りの人形・スクランプで寂しさを紛らわしていた。
第一作の終盤ではコブラに車に乗せられて連れて行こうとし、とうとう離れ離れとなって、彼女はナニとコブラが言い争っている隙をついて逃げ出す。そこで家族を見つけたスティッチに家族の写真を渡されるがボロボロになったことでスティッチのせいだと思って怒ると彼の正体が犬ではなくエイリアンだったことが分かり、「どっかに行っちゃえ」と冷たく見放してしまう。だがガントゥの襲撃により、誘拐される。捕まった彼女は「一人にしないで！」と叫んでいる。最終的には空中戦の末にガントゥを倒したスティッチに救出され、「来てくれたの？」と言うとスティッチは「家族はいつもそばにいる」と言ってスティッチと和解し、感謝のキスをして最後に「いい子ね！」と言ってスティッチとの友情パワーに目覚めた。ラストでスティッチが議長によって宇宙船に乗ろうとしたときはコブラに「お金を出してあいつを買ったんだろ？」と言われ、スタンプ打ちの紙を議長に渡した。
テレビシリーズではスティッチのイトコである試作品の名付け親になり、彼らのお家を探すことになる。小さいがしっかりしており、頭が良く観察力にたけ、敵のガントゥや625にも一目置かれている。意地悪なマートルとは犬猿の仲だが、本当は仲良くしたいと思っている。嫌いなものはブロッコリーとピエロ。スケートボードを持っているが停止ができず、それに乗ったスティッチに抱えられて移動することが多い。
日本独自のシリーズである『スティッチ! 〜ずっと最高のトモダチ〜』第79話にも大人になった姿で登場した。また、5歳の自分に似た娘もいる。
スティッチ（Stitch）
声 - クリス・サンダース/日 - 山寺宏一
本作のもう一人の主人公。悪の天才ジャンバ博士に違法な遺伝子実験で作られた生物兵器・試作品626号。大都市を破壊する破壊本能をプログラムされており、銀河連邦軍から脱走して地球のハワイ・カウアイ島に不時着。リロとの出会いで仲間を求める心に目覚めた。
一人称は「スティッチ」か「ボク」。スーパーコンピューター並みの高い知性を持ち、地球の言語は片言で喋るが全て理解している。地球ではリロのペットの犬として暮らしているが、リロ以外の地球人から見れば変な生き物で、当初ナニから「コアラの悪魔」と気持ち悪がられた。リロとは姉弟同然の関係で、何があってもリロを守ろうとする。
「キュートでフワフワ」を自称。本来は六本脚で頭と背中に触角があり、地球では犬に擬態するために中足と触角を体内に隠している。壁をよじ登って走り、不死身の再生能力、体重の3000倍の重さを持ち上げる怪力、銃弾と炎への耐性、暗視能力などを持つ。身体を構成する成分密度が鋼鉄と同じで、水中では沈んでしまうので水が弱点。しかし、リロたちの影響でサーフィンが趣味になった（泳げないのは治っていない）。
第一作の終盤ではガントゥの襲撃によってリロと共に囚われしまうが命からがら脱出する。脱出した後、ジャンバに捕まって連れて行こうとしたときはリロが誘拐されて離れ離れになったことで涙するナニを心配し、彼女に「オハナは家族、家族はいつもそばにいる、何があっても…」とオハナは忘れないことを言った。そして、ジャンバを説得し、リロを助けるためにガントゥとの戦いに挑む。一度はリロの入ったカプセルを壊そうとするもエンジンの火で燃やされて落下してしまうが途中で通りかかった巨大なタンクローリーを乗っ取て火山地帯に向かい、ガントゥから「このモンスターめ！」と言われるが「この間抜けめ…」と言い返すと同時に溶岩のチカラで強力なジャンプをして乗り込み、ガントゥを放り投げて倒し、ついにリロを救出した。
ココナッツケーキが大好物。コーヒーも好きだが、カフェインを摂取すると興奮するのでリロに禁止されている。スライム状の唾液を糊の代わりや遠くのものの運搬に使うが、周りにはよく嫌な顔をされる。雑食性で金属も噛み砕いて食べるが、ゴミを食べてしまうと体の調子が悪くなる。老化スピードは人間よりもはるかに遅い。
試作品624号のエンジェルを深く愛しており、エンジェルのグッズを持っていたり、エンジェルの悪口を聞くと飛びかかって威嚇する。
ナニ・ペレカイ（Nani Pelekai）
声 - ティア・カレル/日 - 田畑智子
リロの年の離れた姉。妹と同じく黒髪のロングヘアだが、テレビシリーズの一部の回ではお団子ヘアの時もあった。両親の死後はリロの世話と仕事と家事に追われるハードな毎日を送る。ディヴィッドと付き合っているが、忙しさから中々デート出来ていない。たった一人でリロを育てることには限界があり（リロ曰く家庭崩壊）、同時に自分があまり構ってやれていないことがリロが周りと疎外感を感じている要因だと重々承知しているものの、また家族と離れ離れになるという辛い思いを二度とさせたくないことから、保護局のバブルスにリロを施設に送られることを恐れて一人頑張っていた。
明らかに犬ではないスティッチを怪しんでいたが、銀河連邦議長に追放処分を受けたスティッチ（とジャンバとプリークリー）を家族として受け入れた。その後は家事の多くをプリークリーに任せている。普段から寝坊が多く、仕事に遅刻してしまう。虫が大の苦手で、見付け次第すぐに駆除するほど。
『スティッチ！ずっと最高のトモダチ』ではリロによると既に結婚しているらしく、子供を出産したが、その相手がデイヴィッドであるかどうかは最後まで明かされなかった。
ジャンバ・ジュキーバ博士（Dr. Jumba Jookiba）
声 - デイヴィッド・オグデン・ステアーズ/日 - 飯塚昭三 機内上映版 - 石塚運昇
スティッチの生みの親で、「悪の天才」を自称する惑星クエルタクアン出身の犯罪科学者。悪の発明を愛するマッドサイエンティストで、倫理観は薄いが人情味がある性格。一人称は「私」。
映画第一作では違法な遺伝子実験の罪で宇宙刑務所に収容されたが、銀河連邦議長にスティッチ捕獲を命じられて地球に派遣された。スティッチと敵対するが、最後はスティッチに説得されてリロ救出に協力した。
その後は地球に厄介払いされ、リロの親戚の「ジャンバおじさん」として生活。プリークリーと付かず離れずの間柄になる。映画第二作では試作品のカプセル625個を開発していたことが明かされ、テレビシリーズで島中に放流された試作品の回収に協力する。強い家族愛を持つようになるが、試作品が悪事をすると喜ぶ。
悪の天才同盟のメンバー。離婚歴がある。昔は黒いストレートの長髪だったが、試作品177号（クリップ）に丸刈りにされて現在の髪型になった。ダイエット中だが、実は部屋の中にマカダミアナッツを隠している。実写版映画では、後述のガントゥが登場していないため、同作品のディズニー・ヴィランズとして登場した。
ウエンディ・プリークリー（Agent Wendell "Wendy" Pleakley）
声 - ケヴィン・マクドナルド/日 - 三ツ矢雄二
一つ目と三本足の怖がりなエイリアン。一人称は「僕」。映画第一作では地球にしかいない蚊を研究する銀河連邦の諜報員として登場し、スティッチを地球ごと処分する計画を止めさせてジャンバのお目付役を命じられた。地球人を「蚊の貴重な食料」「知能は大したことないけど意外と繊細で小惑星衝突の度にイチからやり直してる原住民」とみなしていた。ジャンバの巻き添いのような形で地球に残された後は、女装してリロの親戚の「プリークリーおばさん」として生活。仕事が忙しいナニの代わりに家事を担当し、地球人の前ではおかっぱのカツラをかぶる。衣装の種類が登場人物で一番多く、日本のディズニーチャンネルでは「プリコレ」（プリークリー・コレクション）という特集が放送された。頭部の触角はアンテナのように働き、音や電磁波をキャッチできる。実際の触覚はオレンジ色だが、緑に染めて若く見せている。悪臭を良い香りに感じる種族。料理上手を自称するが、常に変な物を混ぜるので味は決して美味しいとは言えない。
銀河連邦市民大学で二番目の成績を収め、自分以外誰も取らなかった裁縫学科のタックとプリーツコースで主席だった。バスケットボールが得意でプロ顔負けの実力を持つ（母星では似たようなスポーツの大会優勝歴が多数あった）。なぜか母親を恐れている。

### 地球人たち
コブラ・バブルス（Cobra Bubbles）
声 - ヴィング・レイムズ/日 - 郷里大輔
リロとナニを担当する保護局の局員。リロとナニを気にかけ、リロを児童保護施設に連れて行くか決めかねている。黒いスーツとサングラスの出立ちで経歴に謎が多く、リロに人を殺したことがあるかと聞かれてはぐらかした。
実はアメリカ政府の諜報員で、銀河連邦軍から地球を救ったことがある。テレビシリーズ第3話では、バブルスに変身したスプーキー（試作品300号）が撤回したはずのリロの施設行きの話を蒸し返した。第20話では裏の仕事関係で宇宙博物館に姿を見せている。
映画第四作では電話口の声のみの登場。
デイヴィッド（David Kawena）
声 - ジェイソン・スコット・リー→ディー・ブラッドリー・ベイカー/日 - 猪野学→石母田史朗
ナニの恋人。ハワイアンセンターのファイアーショーのパフォーマー。サーフィンが趣味で、仕事がない時はよく海に出かけている。
ナニのことが大好きで、ナニに仕事を探したお礼にデートを約束した。スティッチやジャンバとプリークリーの正体も知っている。
マートル・エドモンズ（Mildred Pearl "Mertle" Edmonds）
声 - ミランダ・ペイジ・ウォールズ→リリアナ・マミー
リロと同じ5歳の赤毛の女の子。リロが通うフラスクールの女の子のリーダー格で、いつもリロに意地悪をしている。プリークリーとジャンバには「どうしても好きになれないタイプの女の子」と呼ばれている。趣味は人形集めと人形遊び。
テレビシリーズ以降ではスティッチがエイリアンであることに薄々気付いているが、「変な子と一緒にいると変な子がうつる」と言ってリロを認めようとしない。シーズーのジジの正体を試作品007号と知らずに飼っている。地球に来たハムスターヴィールをハムスターの「ミルトン」と名付けて飼った時期がある。
『リロイ・アンド・スティッチ』ではリロイにジジとさらわれ、ジジの正体を知る。終盤ではジジと共にリロ達との家族写真の撮影に応じた。マートルは「ジジがどうしてもって言うから」と嫌そうだったが、撮影の際は笑顔を見せている。
マリア・エドモンズ（Mrs. Edmonds）
声 - エイプリル・ウィンチェル
マートルの母親。マートルに雰囲気が似ているが、リロの予想に反して陽気で優しいいい人。娘と違ってリロにも優しく接してくれる。悪いことをすればマートルもよその子もきちんと叱りつける。
姉妹がテレビプロデューサーの仕事をしており、メディア関係者の知り合いが多い。ユキによると夫と離婚しているらしく、マートルと二人で町の一軒家に暮らしている。スティッチを一目でエイリアンと言い当てているが、冗談と言っていた為に気付いていない。クリップ（試作品177号）に髪の毛を全部刈られた時は「この方が自分らしい」とあっけらかんとしていた。
エレナ、テレサ、ユキ（Elena, Teresa, and Yuki）
声 - ジリアン・ヘンリー（エレナ）、カリ・ホワイトハースト（テレサ）、リリ・イシダ /日 - 小暮英麻（ユキ）
リロと同じフラ教室に通うマートルの取り巻きの女の子たち。マートルと一緒になってリロに意地悪をする。白人の子がエレナ、色黒の子がテレサ、アジア系の子がユキ。
リロに意地悪をするマートルに3人揃って「そ〜そ〜」や「そ〜よ〜」と言うのがお決まりである。マートルに思うところがないわけではないらしく、テレビシリーズではリロの告げ口でマートルを仲間外れにしたことがある。映画第四作ではリロに「スティッチはもう戻らない」と言ったマートルにユキが「マートルのお父さんみたいに？」と言って怒らせている。
クム（Kumu）
声 - クネワ・ムック/日 - 宝亀克寿
本名：モーセス・プロキ（Moses. Proki）。リロが通うフラダンス教室の先生。フラダンスの稽古中に問題を起こすリロに手を焼いているが、普段は温厚で優しい性格。第二作の冒頭におけるお祭りではリロにペット（スティッチ）を連れて来ないよう言ったのだが、リロはスティッチを連れて来てしまった。第三作ではリロのママが昔フラダンスコンテストで優勝したことをリロに教えた。
ハセガワ・リン（Mrs. Hasagawa）
声 - エイミー・ヒル/日 - 森ひろ子
青果店「ハセガワフルーツ」の店主のおばあさん。リロや地元の客からは「ハセガワさん」と呼ばれている。とても優しく、リロのいらぬお節介に対しても感謝の気持ちを忘れない。
商品は乱雑に陳列されているが、自分が商売しやすいよう計算して陳列している。家の近くでカプセルから始動した試作品たちを猫と勘違いして飼っており、一度はリロに連れていかれかけたものの、オハナとして家族になる。
アメリカン・ドラゴンのじいちゃん（ジェイクの祖父）と両思いになり、わんわん物語のパロディを行うなど一日中デートしていた。
アイスクリーム・マン（Ice Cream Man）
本名は不明。全作に登場している。ぽっちゃりした無口な青年。登場する時は必ずアイスクリームを持っており、そしてなぜか落としてしまう。
リロに多数写真を撮られていたことが、ベイビー・ファイアー（試作品151号）の被害に遭ったことの確認につながった。
『スティッチ!』第1話および『スティッチ!〜ずっと最高のトモダチ〜』第16話に登場している。
ケオニ・ジェイムソン（Keoni Jameson）
声 - ショーン・フレミング
スケートボーダーの美少年で、ナニの上司の息子。リロの憧れの存在で、リロ以外の女の子たちからも好かれている。
ビクトリア（Victoria）
声 - アリソン・ストーナー/日 - 金田朋子
テレビシリーズ後半から登場。リロの初めての人間の友達。「仲良くなっても旅行者とはいつかはお別れする」と別れを惜しむリロに、自分がカウアイ島に引っ越したことを教え、フラ教室に入学した。
「変な子だからリロと仲良くしてはいけない」というマートルたちを理解できず、リロと仲良くする。自分が変な子だと告白したリロに、自分も星に見える70年代のポテトチップスを集めるのが趣味の変な子だと明かした。リロの言葉通りにスティッチを犬だと思っており、後にエイリアンと教えてもらう。
試作品277号（スヌーティ）を吸血鬼と思って怯えていたが、鼻炎アレルギーの鼻詰まりを治してもらったので飼うと決めた。

### エイリアンたち
議長（Grand Councilwoman）
声 - ゾイ・カルドウェル/日 - 谷育子
宇宙で最高の権力を持つ銀河連邦の議長。冷静だが気が短い。
スティッチを地球ごと爆破しようとして蚊の絶滅を恐れたプリークリーに止められ、ジャンバとプリークリーをスティッチ捕獲に送り込んだ。ジャンバとプリークリーの名前を間違える。
映画第二作ではリロとスティッチに地球で試作品の居場所を探す任務を与えた。
『スティッチ!〜ずっと最高のトモダチ〜』では、シリーズ終盤から登場。
ガントゥ（Captain Gantu）
声 - ケビン・マイケル・リチャードソン/日 - 石塚運昇
銀河宇宙連邦の元大尉。モチーフはサメ。律儀な性格。映画第一作では一応本作のディズニー・ヴィランズだが、第四作で遂にスティッチ達の側に付く。身長6mの巨漢だが、サイズは場面によって異なる。一人称は「俺」（目上の相手には「私」）。失態時の口癖は「ブリズナック」（ひどい時は「ダブルブリズナック」）。液体状の光線を出す光線銃を持つ。テレビシリーズではナマズに似た顔で「海坊主」「半魚人」「デカナマズ」とからかわれる。
映画第一作では銀河艦隊を指揮するエリート軍人として登場。捕獲したスティッチに宇宙船を奪われて地球に逃げられ、銀河連邦議長の命令でスティッチ捕獲に派遣された。最後は議長にクビにされる。
映画第二作では服役中のハムスターヴィールに雇われて試作品のカプセルを持ち帰ろうとしたが、スティッチの妨害で地球にカプセルを放流してしまい、壊れた宇宙船の中で試作品625号と地球に取り残された。
テレビシリーズでは地球で暮らすためにサモア人を自称。試作品を捕獲してハムスターヴィールに転送しようとするが、リロとスティッチに邪魔されて何度も叱責されている。リロにも手のつけられない試作品を渡されたり、試作品たちの能力の影響を何度も受けているのにこれも次の話ではなぜか元に戻っている。
好物はタマゴサンド。625によるとお尻がプヨプヨしているらしい。ハムスターヴィールに安月給で働かされ、自分のキャリアを潰したスティッチを「悪党」と呼んで恨んでいる。人生を嘆いて625に慰められるが、地球の文化やリロが試作品につけた名前を気に入っている。幼児向け番組を好み、趣味はカラオケだがかなりの音痴。パイナップル柄のパンツをはいている。子供時代は「誰も信じるな」と言う支配的な父親がいたので友達が一人もおらず、大学時代にはスポーツに没頭した。結婚を考えた恋人シンタがいたが、銀河艦隊に志願して別れている。記憶を失ってリロとコンビを結成したことがあり、リロに「本当はいい人だけど悪い人のふりをしている」と指摘されている。
映画第四作ではハムスターヴィールを脱獄させてアロハの精神で迎えようとしたが、数々の失態を理由にクビにされてしまい、改心してリロに協力する625（ルーベン）に味方した。銀河艦隊の大尉への復職が叶い、その条件にルーベンを専属シェフに任命。全てのイトコのお家を見つけるというリロとスティッチの使命も終了した。なお、実写版映画ではガントゥは登場していない。
ジャック・フォン・ハムスターヴィール博士（Dr. Jacques von Hämsterviel）
声 - ジェフ・ベネット /日 - 家中宏
映画第二作から登場。本作のディズニー・ヴィランズ。ハムスターそっくりな悪の天才科学者で、悪の天才大学を卒業したジャンバの旧友。ジャンバの試作品を集めて世界征服しようとしている。見栄っ張りで怒りっぽく、ねずみ扱いと「ハムスターウィール」と呼ばれることを嫌う。
映画でゼノン宇宙域小惑星刑務所K37に投獄された後、テレビシリーズで牢獄の設備を自力で改造してガントゥに試作品の捕獲を命令する。しかし、失敗ばかりのガントゥをいつも罵倒している。何度かガントゥが送った試作品の被害に遭ったことも。
低い身長を気にしており、相手を見下ろすことにこだわる。肉嫌いで花や葉っぱを食べる。ハムスター用ケージに入れられてマートルに飼育されたことがある。試作品199号（ノウジー）から寝る時におしゃぶりをしたり、上げ底靴を愛用し、足に水虫があると暴露された。199が盗んだ日記によると本名は「ルーパート」。
悪役専用の連絡先台帳を使って『キム・ポッシブル』のドクター・ドラッケンとシーゴーにスティッチを捕獲させ、スティッチのクローンを量産させようとしたことがある。
映画第四作ではリロに倣って試作品の名付け親になるが、リロの名前を覚えていないのでリロに似た「リロイ」と名付け、微妙な反応をされる（リロにはいい名前と褒められた）。ガントゥをクビにしてリロイとそのクローン軍団で世界征服を企んだが、リロとスティッチの活躍で失敗に終わり、宇宙刑務所に再服役することとなった。
試作品625号（ルーベン）（Experiment 625 (Reuben))
声 - ロブ・ポールセン/日 - 小森創介（映画第二作〜TVシリーズ39話まで、映画第四作）→落合弘治（TVシリーズ40話以降）
ガントゥの助手でスティッチのプロトタイプ。黄色の体色で高い言語能力に加えてスティッチと同等のパワーを持つが、怠け者でやる気がない。一人称は「俺」。いつも相棒のガントゥをからかいながら大好きなサンドイッチを作っているが、抜け目のない一面を持つ。チーズサンドが大好物。
ガントゥを「おじさん」「ガンピー」と呼ぶ。スティッチを「我がイトコ」と呼び、リロを「すごくしっかりしてる」と評価。スティッチのようにエンジェルに恋焦がれ、「カワイコちゃん」や「エンジェルちゃん」と呼んでいる。くすぐられるのは平気らしいが実は大のくすぐったがりで、試作品275号（ティックルタミー）のくすぐり攻撃にとても弱い。頭頂部の毛のようなものは触角で、実はスティッチのように4本の腕がある。
映画第四作で自分を任務に連れていこうとしないガントゥと喧嘩し、リロにピーナッツバターサンドをもらって名前をつけられた。サンドイッチにちなんだ名前の「グリル」「ビーエル」「サンドイッチ君」と候補が沢山あったがどれも気に入らず、キャベツの酢漬けとコンビーフのサンドを意味する「ルーベン」を気に入る。オハナとして迎えてくれたリロのために宇宙船を修理して協力し、銀河連邦軍の大尉に復帰したガントゥに専属シェフの仕事を頼まれて快諾した。
エンジェル（Angel）
声 - タラ・ストロング/日 - 竹田まどか
試作品624号。スティッチの恋人。ピンク色で女性型のスティッチのような姿の試作品。初登場は「シリーズ」から。スティッチと同等の知能と戦闘能力を持つ。
能力は聴いた者の性格を正反対にする（イイコをワルイコに変えてしまう）歌を歌うこと。ただし自分よりも後に作られた試作品のルーベンとスティッチには効果がなく、歌を逆再生して聴かせると能力の効果を取り消すことができる。
どこで始動したかは不明だが既にガントゥに確保され、ガントゥの命令でスティッチを凶悪なエイリアンに戻そうとした。イイコになった試作品をワルイコに戻してスティッチと戦わせたが、スティッチへの愛に目覚めて改心したものの、ガントゥに捕獲されてしまう。最終話でスティッチたちに救助される。
映画第四作ではスティッチを助けるためにカンフーのような軽い身のこなしで活躍する。
『スティッチ!〜ずっと最高のトモダチ〜』ではアイドルになっている。
試作品627号（Experiment 627)
ジャンバがこっそり作ったスティッチの強化版。オレンジ色の体色だがフワフワ感が減少し、黄色い歯を持つ。スティッチよりも強く、絶対にイイコにならない。極度のゲラであり、一度笑い始めると止まらなくなるのが弱点。
リロイ（Leroy)
声 - クリス・サンダース/日 - 山寺宏一
試作品629号。映画第四作におけるディズニー・ヴィランズ。ジャンバが密かに開発した627の改良版。ハムスターヴィールのマントと同じ赤い体色を持つ。
体毛を変色させてスティッチに擬態し、ハムスターヴィールの命令で悪事を働いた。体毛は刈られてもすぐに再生する（しかしクローンリロイにはこの能力はない模様）。
弱点は開発中に流れていたハワイ民謡「アロハオエ」で、この曲を聴くと神経回路がシャットダウンして動けなくなってしまう。

## スタッフ
- 監督・脚本：クリス・サンダース　ディーン・デュボア
- 製作：クラーク・スペンサー
- 作画監督：アンドレアス・デジャ
- 音楽：アラン・シルヴェストリ

## テレビ放映
| 回数 | 放送日       | 放送局     | 放送時間      | 放送分数 | 放送枠           | 平均世帯 視聴率 | 備考           |
| ---- | ------------ | ---------- | ------------- | -------- | ---------------- | --------------- | -------------- |
| 1    | 2025年6月6日 | 日本テレビ | 21:00 - 22:54 | 114分    | 金曜ロードショー | 5.7%            | 本編ノーカット |

## リロ・アンド・スティッチ 2（Lilo & Stitch 2: Stitch Has a Glitch）
映画第一作「リロ・アンド・スティッチ」の続編のオリジナルビデオ映画。第一作の直後の出来事として描かれているが、シリーズとしては映画第三作にあたる。VHS・DVDのみで、アメリカで2005年8月30日に発売。日本では2005年9月7日に発売。
リロの原語版声優がダコタ・ファニングに代わり、日本語吹き替え声優も宮本侑芽に代わった。
今作と前作(スティッチ！ザ・ムービー)の間の出来事を描いた短編作品「スティッチはこうして生まれた」がDVDの特典映像として収録されている。
『スティッチ!』66話では、プリークリーが本作の出来事を示唆する発言をしていた。

### あらすじ
全てを破壊するためだけにジャンバ博士の遺伝子実験で作られた試作品626号ことスティッチは、リロとの出会いで破壊衝動のままに暴れる”ワルイコ”から心優しい”イイコ”になり、リロの新しい家族＝”オハナ”としてハワイのカウアイ島で楽しく暮らしていた。
ところが、ジャンバ博士がスティッチの作成中に銀河連邦軍に連行されたために、スティッチには分子エネルギーが上手く補給されないという重大な欠陥があった。体内の回路で異変を起こしたスティッチはワルイコに逆戻りしてしまう。
リロとスティッチのフラ教室のコンテスト出場が迫る中、スティッチはリロを悲しませないようにイイコに戻ろうと奮闘する。しかし、徐々にワルイコの心を抑えきれなくなり、一人家を出て力尽きて倒れてしまった。
スティッチを救うことができるのは、リロやナニ、デイヴィッド、ジャンバ、プリークリー達オハナ全員の愛と勇気だけ。果たしてスティッチはイイコに戻れるのだろうか？そして、スティッチの運命は…?

## スティッチ！ザ・ムービー（Stitch! The Movie）
映画第三作「リロ・アンド・スティッチ 2」及び短編「スティッチはこうして生まれた」のその後を描いたオリジナルビデオ映画。テレビシリーズ『リロ・アンド・スティッチ ザ・シリーズ』の序章でもある。VHSがアメリカで2003年8月26日に発売。日本ではDVD・VHS共に2004年2月20日に発売された。主題歌はJump5の『Aloha, E Komo Mai（アロハ・エ・コモ・マイ）』で、テレビシリーズのオープニングテーマとしても使用された。
リロの声優は原語版、日本語吹替版共に第一作の時と同じである。

### あらすじ
ハワイのカウアイ島でリロの「オハナ」として平和に暮らし始めたスティッチ、ジャンバ博士、プリークリー。ある日、スティッチは自分が一人ぼっちではないことを知る。ジャンバ博士がこっそり試作品625号の実験をしていたのだ。しかも、ジャンバ博士は625個もの試作品のカプセルを地球に持ち込んでいた。
スティッチの「イトコ」にあたる試作品も、スティッチのように不思議な能力を持っている暴れん坊ばかり。ジャンバ博士は危険な試作品を始動させないようにカプセルを水に濡らしてはいけないと言う。しかし、ジャンバ博士の昔の同僚・ハムスターヴィール博士が試作品の横取りを狙ってガントゥを雇ったことから、リロとスティッチの新しい冒険が始まっていく。

## リロ・アンド・スティッチ ザ・シリーズ（Lilo & Stitch: The Series）
『スティッチ!ザ・ムービー』の続編となるテレビシリーズ。全65話。

## リロイ・アンド・スティッチ（Leroy & Stitch）
シリーズの実質的な完結編。タイトルのリロイはジャンバ博士の新しい試作品にハムスターヴィール博士がつけた名前である。
2006年6月23日にアメリカのディズニーチャンネルで放映され、4日後の6月27日にアメリカでDVDが発売された。日本では2007年7月18日にDVDで発売され、「リロ・アンド・スティッチ ザ・シリーズ」の「リンク」を16:9のオリジナル映像を4:3にサイドカットして同時収録。
リロの原語版声優がデイヴィ・チェイスに交代（日本語版声優は諸星すみれ）。今回もエルヴィス・プレスリーの楽曲がモチーフに使われた。日本語吹き替え版エンディングテーマは、一十三十一が歌うエルヴィスのカバー曲「冷たくしないで（Don't Be Cruel）」。
2008年10月1日に『スティッチ!（第1シリーズ）』の放映直前特別番組としてテレビ東京系列で放送された。

### あらすじ
リロとスティッチたちは全ての試作品を回収し、彼らの”オウチ”を見つけ出す使命を無事に終えた。銀河連邦軍の議長に功績を認められたジャンバ博士、プリークリー、そしてスティッチは、それぞれの夢を叶えるために地球を離れていく。
彼らをオハナの心で送り出すと決めたリロは「どんなに離れていてもそばにいる」と伝えるため、元いた銀河防衛産業の実験室に帰っていくジャンバにはプレスリーのレコード、銀河同盟短期大学の名誉教授に就任するプリークリーには地球の石、銀河艦隊の艦長に就任するスティッチにはハワイの守り神・ティキのネックレスをプレゼントした。
一方、ガントゥは助手の試作品625号を地球に残し、ハムスターヴィール博士を宇宙刑務所から脱走させる。ハムスターヴィールはプレスリーのレコードを聴いて感傷に浸っていたジャンバを唆し、完成させた最強の試作品に「リロイ」と名付けて世界征服に着手。リロイはスティッチに変身して銀河艦隊の宇宙船を乗っ取り、ハムスターヴィールの命令で捕まえたスティッチ、ジャンバ、プリークリーをブラックホールに吸い込ませようとする。
スティッチ達の危機を知ったリロは625の存在を思い出し、ピーナッツバターサンドを持ってガントゥの宇宙船に走る。リロはまだ名前をつけていなかった彼に「ルーベン」と名付け、二人で行動を共にする。しかし、ハムスターヴィール博士はリロイのクローン軍団を作り出して銀河連邦軍を制圧してしまった。リロイ軍団は地球で平和に暮らしていた試作品たちをさらい、スタジアムの中に閉じ込めていく。
果たしてハムスターヴィールの世界征服は成功してしまうのか？そしてリロとスティッチたちの運命は？

## 実写映画版
ウォルト・ディズニー・カンパニーにより実写映画化されることが報じられた。この映画のリロ役として映画初出演となるマイア・ケアロハが起用された。この映画の監督をディーン・フライシャー、脚本をクリス・K・T・ブライトが務める。

## 批評
2008年6月現在、日本における「リロ・アンド・スティッチ」のDVD売上は60万枚、シリーズ累計では100万枚。2008年現在、日本ではスティッチのキャラクター商品が多数発売されており、若い女性を中心に映画・テレビシリーズとは別にキャラクター独自の人気を獲得している。2008年6月時点で日本におけるスティッチの関連商品は8000種類以上になり、ディズニーキャラクターとしてミッキーマウス、くまのプーさんに次いで第3位の売上げを誇るキャラクターになっている。アディダスからもライセンス商品として普通のエナメルバッグの裏面にスティッチやアロハスティッチの漫画のシールが貼られているアディダスオリジナルの「Lilo&Stitch×adidas Enamel Bag」も発売されている（2006年12月より販売）。ただし、この商品はインターネット通販限定で購入できるものであり、ディズニーストアや東京ディズニーランドやアディダスショップなどでは購入できない。6月26日が日本記念日協会によってスティッチの日と正式に認定された。

## テーマパーク
東京ディズニーランドで2006年4月15日から7月13日まで映画とテレビシリーズを基にしたイベント「リロ&スティッチのフリフリ大騒動〜Find Stitch!〜」が行われた。スペシャルパレード「フリフリ・オハナ・バッシュ」では、スティッチとリロの他に、ジャンバ博士、プリークリー、ガントゥ、625、ハムスターヴィール、010-フィリックス、221-スパーキー、258-サンプル、624-エンジェル、627が登場した。リロとスティッチ以外は他の世界のディズニーテーマパークでは初登場である。それから1年後にあたる2007年4月10日から7月19日までに「リロ&スティッチのフリフリ大騒動〜Find Stitch！〜Hana Hou」（HanaHouとは「もう一回」という意味）が開催された。前年のものとは多少構成が異なっており、東京ディズニーランドの人気アトラクションにスティッチが特別出演している。また、このイベントの開催とともに、映画「リロ・アンド・スティッチ」を東京ディズニーリゾート内のイクスピアリにあるシネコン「シネマイクスピアリ」で2006年4月29日から5月31日までリバイバル上映された。
東京ディズニーランドのアドベンチャーランドにある「魅惑のチキルーム」は、2008年7月25日より、「魅惑のチキルーム スティッチプレゼンツ「アロハ・エ・コモ・マイ」」としてリニューアルオープンした。いたずら好きなスティッチがチキルームに侵入して、中にいる鳥たちにいたずらをするという設定。また、入り口のウェイティングエリアには、リロが用意したと思われる「尋ね人」のポスターが貼られている。そして、出口にはもうひとつ別の「尋ね人」のポスターもあった。これは、前述のテレビアニメ「スティッチ!」に登場するイザヨイ島に住むユウナという女の子からのものだったが、ユウナが登場していた「スティッチ!」第1シリーズ終了後はこの尋ね人ポスターは撤去された。
2010年6月2日〜8月31日には、『スティッチ! 〜いたずらエイリアンの大冒険〜』で東京ディズニーランドの関連エピソードが放送された記念で、パークの一部でスティッチが付けた足跡がペイントされるという、かつての『フリフリ大作戦』を彷彿とさせるイベントが行われた。

## ゲーム
PlayStation 2版が2003年3月27日にエレクトロニック・アーツで発売された。『リロ・アンド・スティッチハッピー絵合わせ』が2003年4月にプラスeで配信された。ゲームボーイアドバンス版が2004年にディースリー・パブリッシャーで発売された。日本版は2005年7月21日に同社より『キム・ポッシブル』と同時発売された。
教育ソフトにもなっており、ブエナ ビスタ ゲーム開発、ソースネクスト販売で、Windows/Macintosh用の『リロ&スティッチ 南の島にエイリアンがやってきた!』が2006年3月3日に発売されている。

### キャラクターとしての登場
PlayStation 2用ゲームソフト「キングダム ハーツII」で、主要キャラクターの召喚キャラクター（召喚獣のようなキャラクター）としてスティッチが登場する（ただし、あくまで召喚キャラとしての登場であり、スティッチはメインシナリオにほとんど登場しない）。だが、シリーズの前日談となる「キングダム ハーツ バース バイ スリープ」では、メインシナリオが登場。第1作以前の出来事となっており、スティッチが地球に行く前に主人公達と出会うストーリーとなっている。そのため、エンドロールでは『スティッチ』ではなく『試作品626号』とクレジットされている。また、ディズニー・インタラクティブ・スタジオから発売されたニンテンドーDS用ソフトである「ディズニーフレンズ」にスティッチが登場している。